# Престол уготованный

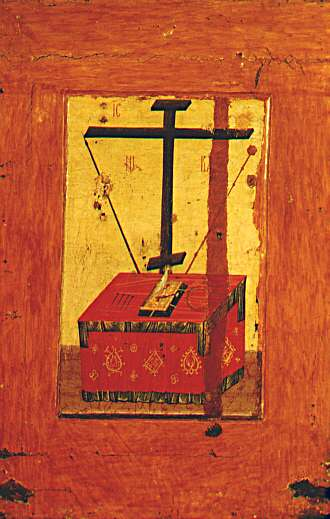
Престол уготованный. Оборот «Владимирской иконы Божьей матери»

Престол угото́ванный (Этимасия, устар. Етимасия; от греч. ἑτοιμασία — готовность) — богословское понятие престола, приготовленного для второго пришествия Иисуса Христа, грядущего судить живых и мёртвых. Понятие основано на следующих стихах Псалтири: «Ты воссел на престоле, Судия праведный. …Господь пребывает вовек; Он приготовил для суда престол Свой» (Пс. 9:5-8), «Престол Твой утвержден искони: Ты - от века» (Пс. 92:2) (в церковнославянском варианте: «Готов престол Твой оттоле, от века Ты еси»). Символика престола уготованного связана с темой царственности Иисуса Христа.

## Иконография
Изображение Престола уготованного состоит из следующих элементов:
- церковный престол, облачённый обычно в красные одежды (символ Христовой багряницы);
- закрытое Евангелие (как символ книги из Откровения Иоанна Богослова — Откр. 5:1);
- орудия страстей, лежащие на престоле либо стоящие рядом;
- голубь (символ Святого Духа) или корона, венчающие Евангелие (изображаются не всегда).

В иконописи изображения Престола уготованного встречаются как самостоятельные, так и в составе сложных композиций (например «Страшный Суд»). В Византии этимасия начиная с XII века стала использоваться в качестве заалтарного образа для раскрытия жертвенного смысла евхаристии, совершаемой перед ним на престоле.
Иногда Престол уготованный изображается в виде богато украшенного трона с положенной на нём короной (реже Евангелием). В таком виде он изображен на гербе Тверской области.

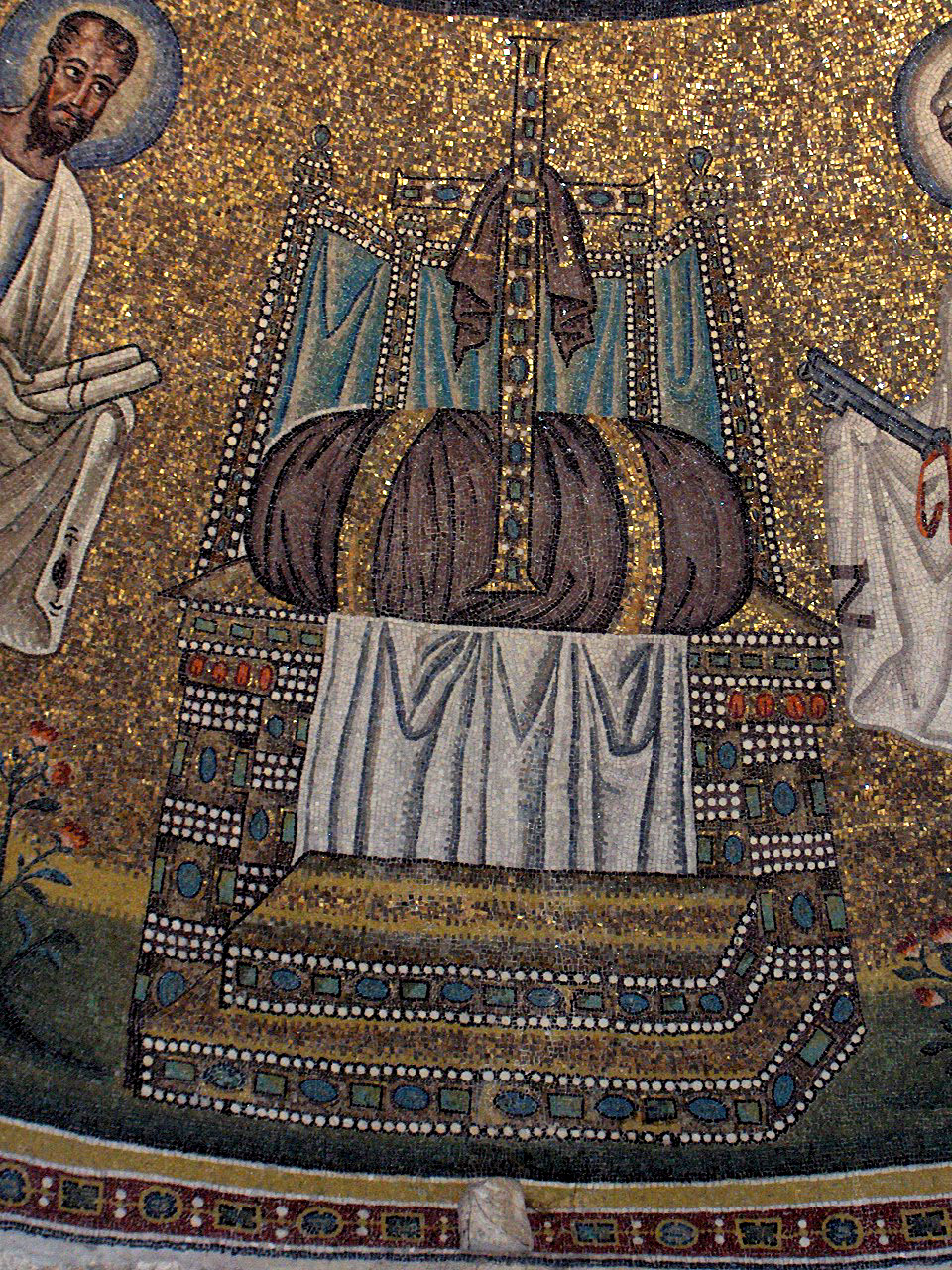
Престол уготованный на мозаике в Баптистерии Ариан, Равенна

## Изображения на монетах
Этимасия на монетах встречается только на серебряных и медных трахеях Михаила VIII Палеолога. В нумизматической литературе описано только четыре монеты данного типа. Одна из них хранится в Эрмитаже.